# Stefan Schmitt
Stefan Schmitt (19. september 1963 i Berlin – 14. april 2010) var en tysk jurist og politiker fra SPD.
Han studerede juridisk videnskab og arbejdede siden 1991 som advokat i firmaet Wied, Schmitt og Partners. I 1991 blev han optaget i advokatsamfundet ved byretten i Hamborg. Hans primære fokus var arbejdskraft og lejelovgivning.
Stefan Schmitt blev syg med leukæmi i 2009, og døde den 14. april 2010.